# Torneo Invierno 1998 (México)
El Torneo de Invierno 1998 fue la edición LX del campeonato de liga de la Primera División del fútbol mexicano; Se trató del quinto torneo corto, luego del cambio en el formato de competencia, con el que se abrió la temporada 1998-99. Como novedades regreso Pachuca de la primera A al ganar la final de ascenso contra Tigrillos 4-2 global y desde entonces se mantiene en el máximo circuito, Los involucrados en el descenso fueron Puebla, Pachuca, Celaya y Monterrey así que tuvieron un año difícil, El torneo inicio el 31 de julio de 1998 con el encuentro entre América 1-0 León y concluyó el 13 de diciembre con el juego de vuelta de la final entre Guadalajara 0-2 Necaxa.
El líder general fue Cruz Azul que fue el primer equipo en establecer un récord de puntos para un torneo corto, misma cifra que igualó Toluca en Verano 2000, y fue superada por América en el Apertura 2002 con 43 puntos. El campeón Toluca continuó su claro ascenso al contabilizar 36 puntos, pero sería eliminado por el Atlas; Mientras Cruz Azul establecía un récord de puntos; Toros Neza y Puebla se empeñaron en ser los peores al solo sumar 9 puntos estableciendo una de las 4 peores marcas de puntos en torneos cortos, esta cifra se mantuvo intacta y fue empeorada por Tecos y Querétaro en 2003 hasta que Indios de Ciudad Juárez la estableció como la peor al sumar 6 puntos en 2009, y finalmente en el 2019, Veracruz, se quedó sin sumar un solo punto, aunque aún continúa como la cuota más baja compartida por dos equipos en un mismo torneo.

## Formato de competencia
Los 18 equipos participantes se dividen en 4 grupos, dos de cinco integrantes y dos de cuatro. Juegan todos contra todos a una sola ronda, por lo que cada equipo jugó 17 partidos. Al finalizar la temporada regular califican a la liguilla los 2 primeros lugares de cada grupo; si hubiera 1 o 2 clubes (no ubicados en esos dos primeros puestos) de un sector, con mejor desempeño estadístico que algún líder o sublíder de otro grupo, estos se medirán en la fase de reclasificación o repechaje en duelos a eliminación directa.

### Fase de calificación
En la fase de calificación participan los 18 clubes de la primera división profesional jugando todos contra todos durante las 17 jornadas respectivas, a un solo partido. Se observará el sistema de puntos. La ubicación en la tabla general está sujeta a lo siguiente:
1. Por juego ganado se obtendrán tres puntos.
2. Por juego empatado se obtendrá un punto.
3. Por juego perdido no se otorgan puntos.

El orden de los clubes al final de la Fase de Calificación del torneo corresponderá a la suma de los puntos obtenidos por cada uno de ellos y se presentará en forma descendente. Si al finalizar las 17 jornadas del torneo, dos o más clubes estuviesen empatados en puntos, su posición en la Tabla General será determinada atendiendo a los siguientes criterios de desempate:
1. Mejor diferencia entre los goles anotados y recibidos
2. Mayor número de goles anotados
3. Marcadores particulares entre los clubes empatados
4. Mayor número de goles anotados como visitante
5. Mejor ubicación en la Tabla General de Cocientes
6. Tabla Fair Play
7. Sorteo

### Fase final
Califican a la liguilla los 2 primeros lugares de cada grupo; si hubiera 1 o 2 clubes (no ubicados en esos dos primeros puestos) de un sector, con mejor desempeño estadístico que algún líder o sublíder de otro grupo, estos se medirán en la fase de reclasificación o repechaje en duelos a eliminación directa.
1.º vs 8.º 

2.º vs 7.º 

3.º vs 6.º 

4.º vs 5.º
En semifinales participarán los cuatro clubes vencedores de cuartos de final, reubicándolos del uno al cuatro, de acuerdo a su mejor posición en la Tabla General de Clasificación al término de la jornada 17, enfrentándose 1.º vs 4.º y 2.º vs 3.º.
Disputarán el título de Campeón del Torneo Invierno 1998, los dos clubes vencedores de la fase semifinal.
Todos los partidos de esta fase serán en formato de ida y vuelta, eligiendo siempre el club que haya quedado mejor ubicado en la Tabla General de Clasificación el horario de su partido como local.
El criterio usado para definir una clasificación en las rondas de reclasificación, cuartos de final y semifinales en caso de empate global será otorgar esta al equipo con mejor posición en la tabla general al final de la fase regular. En cuanto a la final, un empate global luego del juego de vuelta, será dirimido con dos tiempos extras de 15 minutos cada uno, contando con la posibilidad del Gol de oro, y posteriormente Tiros desde el punto penal, hasta que se produjera un ganador.

## Equipos por Entidad Federativa
Para la temporada 1998-1999, la entidad federativa de la República Mexicana con más equipos profesionales en la Primera División fue la Ciudad de México con 5, seguida de Jalisco con 3, 2 para Nuevo León, Estado de México y Guanajuato.
| Santos Monterrey Tigres Morelia Atlas Guadalajara U.A.G León Celaya Necaxa Puebla Toluca T. Neza América Cruz Azul UNAM Pachuca Atlante | \| Entidad Federativa \| N.º \| Equipos \| \| ------------------ \| --- \| ------------------------------------------ \| \| Distrito Federal \| 5 \| América, Cruz Azul, UNAM, Atlante y Necaxa \| \| Jalisco \| 3 \| Atlas, Tecos y Guadalajara \| \| Nuevo León \| 2 \| Monterrey y Tigres \| \| Estado de México \| 2 \| Toluca y Toros Neza \| \| Guanajuato \| 2 \| León y Celaya \| \| Coahuila \| 1 \| Santos \| \| Michoacán \| 1 \| Morelia \| \| Estado de Puebla \| 1 \| Puebla \| \| Estado de Hidalgo \| 1 \| Pachuca \| |                                            |
| Entidad Federativa | N.º | Equipos                                    |
| Distrito Federal | 5 | América, Cruz Azul, UNAM, Atlante y Necaxa |
| Jalisco | 3 | Atlas, Tecos y Guadalajara                 |
| Nuevo León | 2 | Monterrey y Tigres                         |
| Estado de México | 2 | Toluca y Toros Neza                        |
| Guanajuato | 2 | León y Celaya                              |
| Coahuila | 1 | Santos                                     |
| Michoacán | 1 | Morelia                                    |
| Estado de Puebla | 1 | Puebla                                     |
| Estado de Hidalgo | 1 | Pachuca                                    |